# محمد مجاهد
محمد مجاهد (مواليد سنة 1961، تاونات) هو طبيب وسياسي مغربي، من مؤسسي الحزب الاشتراكي الموحد.

## مسيرته
بعد حصوله على شهادة البكالوريا في مكناس في عام 1979، انتقل إلى الرباط لولوج كلية الطب.
في عام 1993، تخرج وانضم إلى قطاع الصحة العامة في تارودانت كرئيس قسم.